# Leonardo Bruni

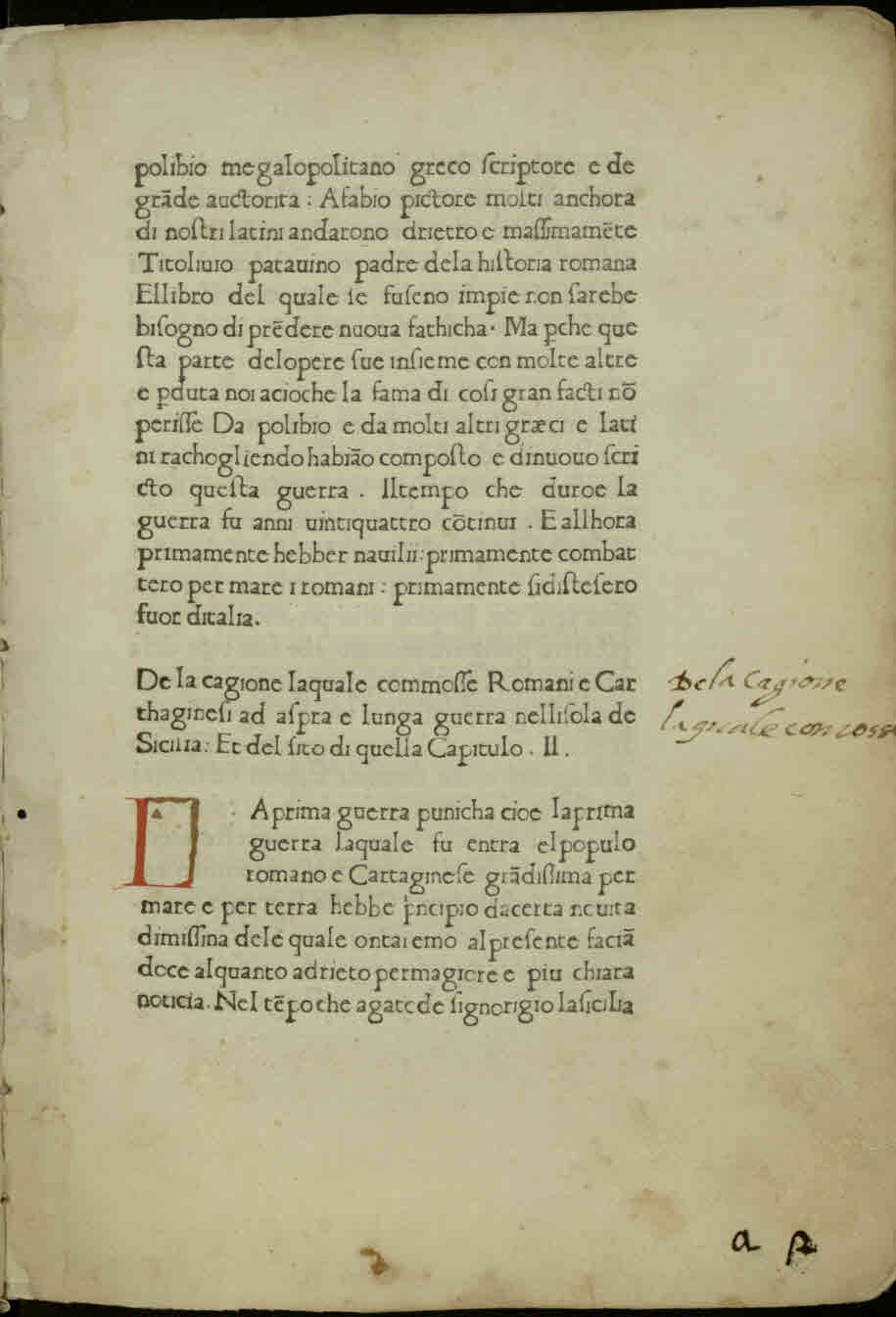
De primo bello punico, 1471

Leonardo Bruni, zwany też Leonardo Aretino (ur. ok. 1369/1370 w Arezzo, zm. 9 marca 1444 we Florencji) – humanista włoski, historyk, pionier historiografii renesansowej, polityk, dyplomata.
Studiował literaturę antyczną pod kierunkiem greckiego uczonego Manuela Chrysolorasa. W latach 1405–1415 zajmował, z krótkimi przerwami, stanowisko sekretarza kancelarii papieskiej. Jako sekretarz Jana XXIII uczestniczył w soborze w Konstancji. W ⁣⁣1415⁣⁣ po usunięciu Jana XXIII ze stolicy papieskiej Bruni⁣⁣ udał się do Florencji. Od 1427 aż do śmierci pełnił funkcję kanclerza Republiki Florenckiej.
Ceniony z powodu świetnej znajomości łaciny tłumaczył na ten język z greckiego m.in. dzieła Homera, Arystotelesa, Demostenesa, Platona, Plutarcha i Ksenofonta. Jest autorem znanego żywota Dantego napisanego po włosku (Vita di Dante). Pozostawił również po sobie dzieła historyczne: Rerum suo tempore gestarum commentaria oraz Historiarum florentini populi libri XII. To ostatnie, obejmujące okres od założenia miasta do 1404 roku, jest uznawane, ze względu na krytyczne wykorzystanie źródeł, za pierwszą nowoczesną pracę o historii Florencji. 
Zapoczątkowała ona retoryczny model pisania historii w historiografii renesansowej. W pracy tej autor ściśle przestrzegł kanonów retoryki greckiej i łacińskiej, uznając antyczny styl pisarstwa historycznego za najdoskonalszy. Bruni odrzucił średniowieczne przeświadczenie o wpływach sił nadprzyrodzonych na bieg historii. Skupił się na historii politycznej i ludziach, którzy ją tworzyli. W uznaniu za to dzieło Bruni i jego potomkowie zostali zwolnieni z obowiązku płacenia podatków przez Republikę Florencką.
Leonardo Bruni został pochowany na koszt państwa na cmentarzu Santa Croce we Florencji, do trumny włożono kopię jego Historii florenckiej oraz koronę laurową na jego głowę. Grobowiec Leonarda Bruni wykonał Bernardo Rossellino.
Ważniejsze prace:
- Historia florencka w 12 księgach, (Historiarium Florentinarum Libri XII), druk 1610;
- Komentarze do dziejów greckich, druk 1539;
- Komentarze do dziejów Włoch w jego czasach, (Rerum suo tempore in Italia gestarum commentarius), druk 1539;
- O studiach literackich, (De studiis et litteris);
- O wojnie italskiej przeciw Gotom (De Bello Italico adversus Gothos), druk 1470;
- O wojnie punickiej, druk 1490;
- Żywot Dantego, (Vita di Dante);
- Listy, (Epistolae Familiares) - dziesięć tomów listów.
- Żywot Cycerona (Vita Ciceronis)

## Spór z Alonso Garcią
Wydane przez Bruniego tłumaczenie Etyki nikomachejskiej zostało zaatakowane przez Alonso Garcię - biskupa Burgos i profesora uniwersytetu w Salamance
. Biskup zarzucał Bruniemu, że przekłada on piękno stylu nad wierne przedstawienie filozoficznych poglądów Arystotelesa, przez co filozofia starożytnego Greka została nieprawidłowo zaprezentowana. Jest to jeden z przykładów sporów scholastyków z humanistami.